# 弗伦市镇
弗伦市镇（瑞典語：Flens kommun）是瑞典东南部南曼兰省的一个市镇。其治所位于弗伦。